# Bude

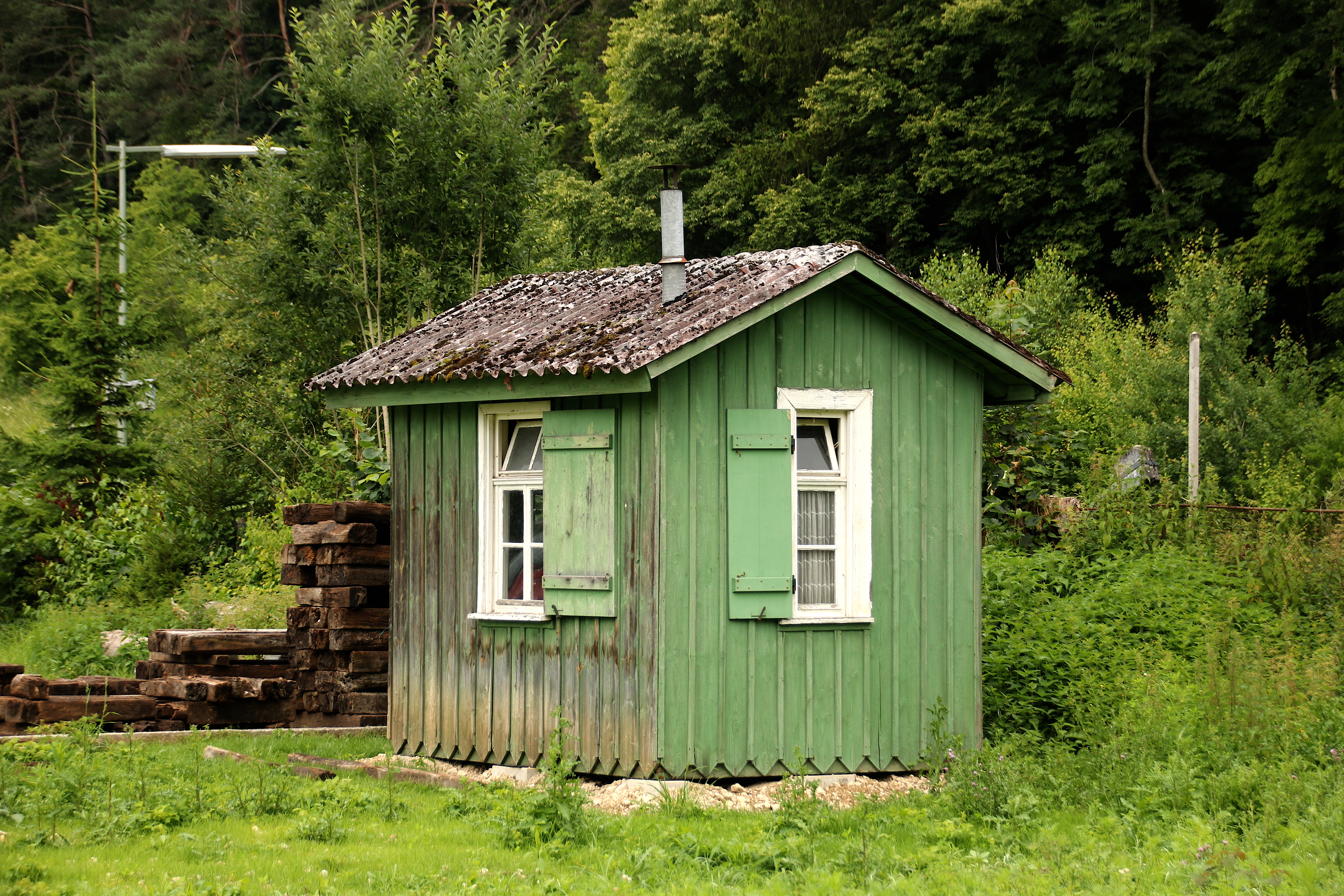
Bude an einer Bahnstrecke

Als Bude werden im Deutschen kleinere Gebäude oder Räume verschiedener Art bezeichnet.

## Etymologie
Bude geht auf das mittelhochdeutsche Wort buode zurück (ursprünglich „Hütte, Haus“); im Schwedischen bedeutet bod bis heute kleine Wohnung oder Laden, auch das englische booth für Marktbude, Telefonzelle oder Wahlkabine ist damit sprachlich verwandt, ebenso der/das deutsche Bauer im Sinne von Vogelbauer.

## Die Bude im Mittelalter
Bereits das 12. Jahrhundert kannte Buden als einfache, rasch aus Holz zusammengezimmerte Verkaufsstände auf Zeit, die später auch auf Jahrmärkten und Messen standen. In norddeutschen Küstenstädten wurden die kleinen, traufständigen Häuser der armen Fischer lange Zeit als Buden bezeichnet, um sie von den Giebelhäusern der wohlhabenden Kaufleute abzugrenzen. Gelegentlich wurden auch die Kajüten von Fluss-Schiffen als Buden bezeichnet. Im Bremischen erinnert noch das Wort Butze (abfällig für kleines, altes Haus) an diese Zeit. Ein Sonderfall waren die Gottesbuden, in denen Arme und Witwen unentgeltlich wohnen konnten. Solche sind heute noch z. B. in Gestalt der Gottesbuden Ahrensburg erhalten. In Hamburg sind dagegen die Gottesbuden als auch kombinierte Wohn- und Gewerbebuden wie die Lübschen Buden Ende des 19. Jahrhunderts abgebrochen worden. Verschiedene Ortsnamen wie beispielsweise Budda verweisen noch heute auf die Bude.

## Bedeutungswandel bis Mitte 20. Jahrhundert
Schon das Grimmsche Wörterbuch von 1860 nennt Komposita wie Fischbude, Glücksbude und Jahrmarktsbude, die auch heute noch gebräuchlich sind. Auch der bekannte Spielbudenplatz in Hamburg-St. Pauli erhielt seinen Namen durch die dort aufgestellten Buden der Puppenspieler. Im Hamburger Sahlhaus wurden die Erdgeschosswohnungen mit eigenem Eingang als Buden bezeichnet, im Gegensatz zu den Sählen im Obergeschoss. Seit dem 18. Jahrhundert wurde der Begriff Bude auch auf möblierte Studentenzimmer übertragen und (teils abwertend) auf die Arbeitsstätte, z. B. in einer Fabrik. Im Ravensberger Land rund um Bünde bezeichnete die Bude ab etwa 1860 die Produktionsfiliale einer Tabakfabrik.
Um 1900 erlebte das Wort Bude einen regelrechten Boom als Modewort: in der Schüler- und Jugendsprache (Bude für Schulgebäude und Klassenzimmer), in der Sprache der Soldaten (Bude für Kaserne oder Stube) und in der Umgangssprache allgemein für billige kleine Wohnungen oder Geschäfte und Läden; in diesem Sinne wird es auch heute noch verwendet, zum Beispiel als „Bruchbude“. Bekannt ist auch die „Baubude“ als Unterkunft für Bauarbeiter. In den wilden 1920er Jahren bekam die Bude einen leicht schlüpfrigen Beigeschmack: „Kesse Bude“ für Lesbenlokale und süße Bude für die möblierten Zimmer zugänglicher junger Damen („sturmfreie Bude“) waren gebräuchlich.
In den 1950er Jahren gesellte sich eine neue Bedeutungsvariante dazu: Bude als Bezeichnung für das Fußballtor – wegen des mit Drahtgeflecht überzogenen Gestells. Aber auch in der Studentensprache blieb die Bude während der 1950er und frühen 1960er Jahre in Mode: Fantasievolle Wortneuschöpfungen wie „Budenknochen“ für einen Zimmergenossen, „Budenkonzert“ für das Studentenwohnheim, „Budenschachtel“ für die Zimmerwirtin und „Budenschmuserei“ für eine kleine Privatparty verschwanden allerdings mit der 68er-Studentenbewegung wieder aus dem Sprachgebrauch. Nur die „Studentenbude“ und der „Budenzauber“ (heimliche Party; im
Zweiten Weltkrieg auch euphemistisch für Großangriff oder Trommelfeuer) konnten sich bis heute halten. Verbreitet sind auch Redewendungen wie „auf die Bude rücken“ (einen nicht gern gesehenen Besuch abstatten) oder „die Bude einrennen“ (mit vielen Personen zu Besuch kommen).
Als Bude oder Studentenbude bezeichnen manche Studentenverbindungen in Österreich zudem ihr Haus oder ihre angemietete Wohnung.

Bude als Trinkhalle im Ruhrgebiet

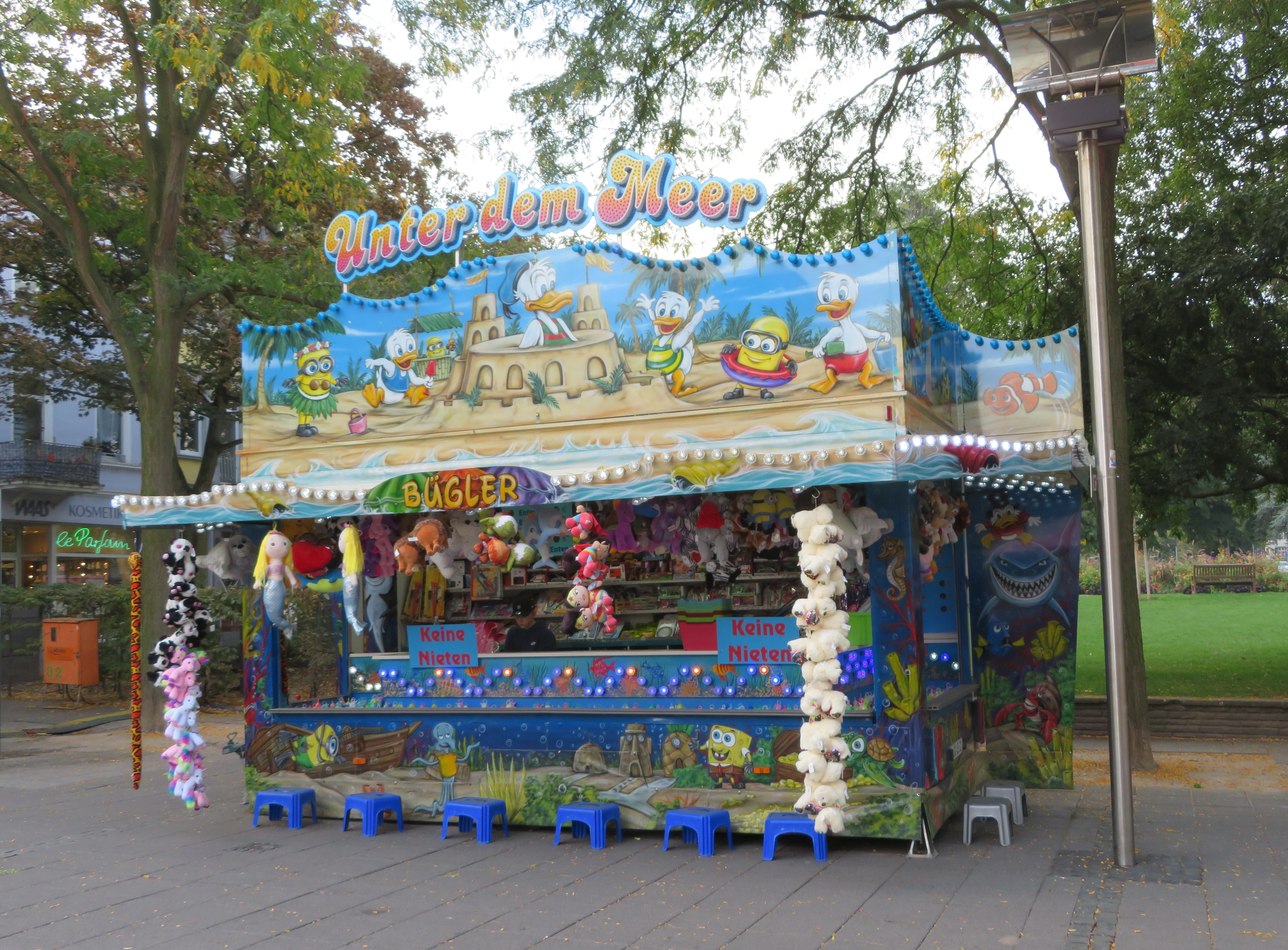
Jahrmarktsbude in Worms 2020

## Entstandene Arten von Buden
Schon in der zweiten Hälfte des 19. Jahrhunderts war die Bude in Gestalt der Süßigkeitenbude, Seltersbude, im Ruhrgebiet auch Klümpkesbude (Klümpkes oder Klümpchen = Bonbons) bekannt: Hier verschmolz sie im Laufe der Jahre mit der Trinkhalle und dem Kiosk zu einem eigenständigen Phänomen und wurde schlicht die Bude. Anne Bude gehen, Zaretten holen, Pilsken trinken und ein Pläuschken halten: Für viele Menschen im Ruhrgebiet ist die Bude oder das Büdchen ein wichtiger Ort sozialer Kommunikation geblieben. Rund 18.000 davon gibt es nach Recherchen des Duisburger Fotografen und Journalisten Wolfgang Schneider in dieser Region. Vor allem nach dem Zweiten Weltkrieg waren sie stark verbreitet, weil auf vielen Trümmergrundstücken, die durch Zerstörung der Bausubstanz entstanden waren, Büdchen, oft unter Verwendung von noch erhaltenen Resten, als provisorische Bebauung entstanden. Heute ist die Zahl der Büdchen vor allem in Innenstädten rückläufig, da die gestiegenen Mietpreise einen rentablen Betrieb erschweren, auch verändertes Freizeit- und Einkaufsverhalten trägt dazu bei. Trotzdem gelten Büdchen als typisch für das Lokalkolorit und ihr Verschwinden wird oft lebhaft bedauert.
Restaurierte historische Buden stehen im Herne-Wanne-Eickeler Heimatmuseum Unser Fritz („Fortuna-Bude“) sowie im LWL-Industriemuseum Zeche Hannover im Bochumer Stadtteil Hordel.

## Die Bude in der Jugendkultur
Bude bezeichnet im übertragenen Sinn auch ein Phänomen der ländlichen Jugendkultur: Mangels entsprechender Freizeitangebote entstehen sogenannte „wilde Treffs“ außerhalb der Dorfgemeinschaft, wo eine Hütte oder ein Bauwagen zum Cliquentreff ausgebaut werden. Sowohl diese Räumlichkeit als auch die Gruppe an sich wird „Bude“ genannt. Im Jahre 2010 fand im Museum Villa Rot eine Ausstellung zu dem Thema Buden – Jugendkultur in Oberschwaben statt.